# Aegyo
Aegyo (tiếng Hàn: 애교; Hanja: 愛嬌; Hán-Việt: Ái kiều; hay còn được hiểu là act cute) trong tiếng Hàn Quốc ý chỉ cách biểu lộ cảm xúc một cách dễ thương, thường được diễn tả không bị hạn chế bao gồm: giọng nói đáng yêu/nũng nịu, biểu cảm bằng mặt và các dáng điệu, cử chỉ. Aegyo theo nghĩa đen là cư xử kiểu "thả thính" (vờ tán tỉnh), làm dáng, làm điệu, và người hâm mộ thường mong chờ cả nam và nữ thần tượng K-pop sẽ hành xử như thế. Tuy nhiên, trong cuộc sống thường ngày sẽ là kỳ cục, thái quá cũng như hiếm khi mọi người làm như vậy, nó hay được người ta sử dụng để biểu lộ cảm xúc khi yêu ai đó/thứ gì đó, hoặc với gia đình, bạn bè. Aegyo còn có thể biểu lộ sự gần gũi, thân mật với người khác, cũng như mang mọi người xích lại gần nhau hơn. Từ này thường được dịch sang tiếng Việt là "làm bộ dễ thương" hay "làm dáng", "làm điệu"; và có thể đối chiếu với khái niệm "tản kiều" 撒娇 hay "diǎ" 嗲 (điệu đà) của người Hoa, hoặc khái niệm kawaii (khả ái, dễ thương) của Nhật Bản hay tương đương với từ "aikyou" (愛嬌, あいきょう) trong tiếng Nhật.

## Khái quát
Aegyo đóng một vai trò cực kỳ to lớn trong nền văn hóa đại chúng Hàn Quốc, nhất là với các nhóm nhạc thần tượng nữ. Giọng nữ cao được chứng nhận vốn phổ biến trong các nhóm nhạc nữ tại Hàn Quốc đã và đang chiếm thế thượng phong, khởi đầu từ nhóm nhạc nữ K-pop thành công buổi đầu là S.E.S. từng nổi lên quãng năm 1997. Phong cách này ngày càng gia tăng mức độ phổ biến kể từ đó.